# Vaso
Vaso je moško osebno ime.

## Izvor imena
Ime Vaso je različica moškega osebnega imena Vasilij.

## Pogostost imena
Po podatkih Statističnega urada Republike Slovenije je bilo na dan 31. decembra 2007 v Sloveniji število moških oseb z imenom Vaso: 71.

## Osebni praznik
Osebe z imenom Vaso lahko godujejo takrat kot Vasilij.